# Jardim Zoológico de Riga
Zoológico de Riga (Rīgas Zooloģiskais Dārzs) é uma cidade/jardim zoológico situada em Riga, Letônia, Ela está localizada em Mežaparks, no lado ocidental do banco de Ķīšezers lago. Suas instalações abrigam cerca de 3.000 animais de cerca de 500 espécies, visitadas por 250-300.000 visitantes anualmente, O zoológico tem um afiliado, "Cīruļi", em Liepaja, Kalvene freguesia, criada em 1996, e tem uma área de 1,35 km².

## História
O zoológico foi fundado em 1908, quando uma sociedade foi criada para coordenar sua formação. Em abril de 1911, 0.164 km² de terra foram designados para o projeto. Quando aberto ao público em 14 de outubro de 1912, o zoológico abrigava 267 animais de 88 espécies diferentes. Muitos animais foram doados para o zoológico, que até 1914, recebeu um total de 538 animais.
Durante a Primeira Guerra Mundial, o zoológico enfrentou dificuldades financeiras e teve que ser fechado em agosto de 1917. Depois da Guerra, o local foi transformado em um acampamento para crianças de famílias de baixa renda. Em 29 de dezembro de 1932, uma nova sociedade foi formada, responsável pela revitalização do zoológico. O zoológico reabriu suas portas ao público em 24 de setembro de 1933, abrigando 124 animais de 48 espécies diferentes. Em 1938, o número de espécies aumentou para 106.
Durante a II Guerra Mundial, desenvolvimento do jardim zoológico estagnou; no entanto, animais de zoológico e de edifícios foram preservados e em 9 de novembro de 1944, as portas do jardim zoológico foram abertas ao público novamente. Depois da guerra, o jardim zoológico experimentou um crescimento rápido, sendo considerado um dos melhores jardins zoológicos da União Soviética. Em 1950, um aquário foi criado em 1955, bem como um serviço de guia turístico. No entanto, a construção de novas habitações para os animais não esteve à altura do crescimento do jardim zoológico, novas habitações, como um flamingo casa e um urso de casa, foi construído em 1980–1985. Em 1987, o jardim zoológico alojados animais de 401 espécies 2150. Em 1988, o jardim zoológico começou a trabalhar sobre a reintrodução da Autoridade Europeia para a árvore rã; como resultado, as espécies já podem ser encontrados no selvagem em muitas partes do Courland.
Após a Letônia recuperou a sua independência em 1991, o jardim zoológico experiente tempos difíceis como o número de visitantes, que tinha 250-300000 variou de visitantes anualmente, foi reduzido para cerca de 110000. Para atrair visitantes, o jardim zoológico começaram há vários projetos de desenvolvimento e trabalhou em relações-públicas e agora o número de visitantes está mais uma vez sobre 250-300000 anualmente. Em 1992, o jardim zoológico aderiu à Associação Europeia de Jardins Zoológicos e Aquário. Em 1996 estabeleceu uma filial zoo "Cīruļi". Vários novos animais casas foram construídas na década de 1990 e a década de 2000. Em 2002, um adicional, 0,035 km² de terreno, foi incorporado no jardim zoológico.

## Atual desenvolvimento
O jardim zoológico oferece diversas opções patrocínio e afirma que ele irá aceitar qualquer tipo de patrocínio, excepto se se contradiz os objetivos do jardim zoológico — crueldade, movimentação de animais, caça ou qualquer comércio de animais selvagens — vício ou promove a formação de produtos zoológico; também, o jardim zoológico não vende anúncio espaço em seu território. Um pode se tornar um honorário guardião de um animal doando 10 lats letão ou mais; por se tornar um tutor, uma pessoa ou empresa recebe placa inscrita com o seu nome ou logotipo colocado ao lado dos animais financiados. Os patrocinadores têm que doou mais de 500 lats também receberá uma placa em um posto próximo à entrada do zoológico central. Se muitos patrocinadores têm contribuído para a construção de um animal de casa, um stand lista todos os patrocinadores pode ser lugar em casa o animal em questão. Os patrocinadores que têm contribuído mais de 50% do financiamento para a casa dos animais podem também nome do edifício.

### Os projetos de investigação e de conservação esforços
Riga Zoo aprova várias atividades de investigação científica e vida selvagem conservação projetos.

### Acompanhamento da migração de corujas
Corujas são monitoradas desde 1985, em Pape. O objectivo do projeto é o de recolher informações de migração na Europa do Norte e comparar as diferenças anuais. Corujas são capturadas para determinar a sua espécie, o número de jovens pássaros e outros dados. Birds are ringed and set free. As aves são rodeada e em liberdade.

### Restabelecimento dos europeus árvore sapo na Letónia
Este projeto foi iniciado em 1988, no sudoeste Courland, onde foi criada uma Reserva Natural para o efeito. O projeto visa repor a árvore rã Europeu, que tinha se tornaram extintos na Letónia décadas antes de projeto começou. Em 1988-1992 mais de 4000 jovens foram libertados em rãs selvagens; em 2001 cerca de cinco gerações de rãs tiveram criados em estado selvagem e 110 colônias distintas rã existiu.

### Vulture reprodutores projeto
A raça foi criada no complexo de afiliação do jardim zoológico "Cīruļi", em 2000. White-tailed Eagles, Menos manchado águias, falcões peregrinos, Barn Owls e Eurasiáticos águia-coruja que são criados para reintroduzir estas espécies na Letónia e alargar as populações.

### Investigação do Menor manchado Eagle comportamento traços
Como a maior parte dos estudos Menos manchado Eagle na Letónia têm sido feitas para a investigação e o seu habitat faixa populacional, este projeto pretende aprender mais sobre diversos hábitos de Menor manchado Eagles visualmente a monitorização e registo das suas acções.

### Entomologia investigação
Riga Zoo pesquisadores têm participado em diversos entomologia expedições desde 1989. In 1989-1993 expeditions were made to various places in the former Soviet Union (Ukraine, Central Asia, Azerbaijan, Southern Siberia, Primorsk, Sakhalin and Kunashir Island). Em 1989-1993 expedições foram feitas em diferentes pontos da antiga União Soviética (Ucrânia, na Ásia Central, Azerbaijão, a sul da Sibéria, Primorsk, Sacalina e Kunashir Island). Desde 1994, Riga Zoológico tem participado em seis expedições ao Vietnã, onde dez novas espécies foram encontradas durante estas expedições.